# Abborrasjön (Håcksviks socken, Västergötland)
Abborrasjön är en sjö i Svenljunga kommun i Västergötland och ingår i Ätrans huvudavrinningsområde.